# قرار مجلس الأمن التابع للأمم المتحدة رقم 1902
قرار مجلس الأمن التابع للأمم المتحدة رقم 1902، الذي تم تبنيه بالإجماع في 17 ديسمبر 2009، بعد التأكيد على حاجة المجتمع الدولي للحفاظ على السلام والتنمية طويلة الأجل في بوروندي، مدد المجلس ولاية مكتب الأمم المتحدة المتكامل في بوروندي، على النحو المنصوص عليه في القرارات 1719 (2006) و1791 (2007) و1858 (2008) لسنة أخرى حتى 31 كانون الأول / ديسمبر 2010.
وحث القرار حكومة بوروندي على تهيئة بيئة يمكن فيها إجراء انتخابات رئاسية وتشريعية حرة ونزيهة في عام 2010. كما دعا المجلس حكومة بوروندي وقوات التحرير الوطنية إلى الكف عن أي أعمال قد تؤدي إلى تصعيد التوترات، مشددا على ضرورة مواصلة الحوار. كما شجع الحكومة على مواصلة الإصلاحات الهيكلية في مكافحة الفساد، والحوكمة السياسية والاقتصادية، مع الدعوة إلى احترام قضايا حقوق الإنسان والتدريب عليها، والتي ستشمل إنشاء لجنة مستقلة لحقوق الإنسان.